# 六氟铋酸铯
六氟铋酸铯是一种无机化合物，化学式为CsBiF6。它是无色晶体，与六氟锇(V)酸钾（KOsF6）同构。

## 制备及性质
六氟铋酸铯可由氟化铯与五氟化铋在无水氟化氢中反应得到。氟化铯和五氟化锑按2:1化学计量比在300 °C进行反应，会得到白色的Cs2BiF7，它在无水氟化氢中分解，得到CsBiF6：
Cs2BiF7 + HF → CsHF2 + CsBiF6
它也可由碳酸铯和三氧化二铋的混合物在氟气流中于400~450 °C加热得到。
它对潮湿十分敏感，在潮湿空气中迅速变黄。它和六氟锑酸五氟合氙在无水氟化氢中反应，得到Cs[XeF5][BixSb1－xF6]2（x=0.37~0.39）。

## 拓展阅读
- A. I. Popov, A. V. Scharabarin, V. F. Sukhoverkhov, N. A. Tchumaevsky. . Zeitschrift für anorganische und allgemeine Chemie. 1989-09, 576 (1): 242–254  [2020-05-29]. ISSN 0044-2313. doi:10.1002/zaac.19895760128. （原始内容存档于2020-06-09） （德语）.